# 石川石
石川石（いしかわせき・Ishikawaite）とは、酸化鉱物に分類される鉱物の1種。U4+Fe2+Nb2O8 という化学組成を持ち、非晶質の鉱物である。1922年に福島県で発見された鉱物であり、日本で発見され、独立種として承認された鉱物としては最古の鉱物であるが、検証が必要とされている（下記参照）。

## 概要
石川石は、柴田雄次・木村健二郎らによって1922年に福島県石川郡にあるペグマタイトで発見・報告された日本産新鉱物である。名称は発見された石川郡に因む。石川石の発見以前にも、1879年に発見されたライン鉱 (Reinite) のような、一旦日本で発見され新種と報告された後、何らかの既存の鉱物の変種と判明したため、独立種としての地位が現在ではない鉱物種はいくつか存在するが、石川石は独立種として現在承認されている鉱物種としては最も古い時代に発見された日本の新鉱物である。ちなみに、承認が最も早かった日本の新鉱物は、1933年に北海道余市町轟鉱山で発見された轟石である。
ただし、石川石の U4+Fe2+Nb2O8 という化学組成は、サマルスキー石 (Samarskite-(Y)) の (Y,Fe2+,Fe3+,U,Th,Ca)2(Nb,Ta)2O8 と非常に類似しており、発見時からサマルスキー石の変種か真の独立種かで論争があった。実際、発見時に木村は YNbO4 という理想式を当てていたが、時代の下った1989年に Cerny と Ercit は、石川石はウランに富むサマルスキー石であると述べていた。しかしそれから10年後の1999年に、Hanson らによって、石川石が (U,Fe,Y,Ca)(Nb,Ta)O4 という理想式を持つサマルスキー石グループ (Samarskite group) の新種の鉱物と確認され、2019年にサマルスキー石グループの化学組成が（AMB2O8（A = Y, Ln, Th, U4+, Ca、M = Fe3+, Mn2+、B = Nb, Ta, Ti）と確定したのを受け、現在では理想式を少し変更して現在に至っている。
2023年、国際鉱物学連合により「コルンブ石スーパーグループ」が定義され、「サマルスキー石グループ」はその中に組み入れられた。ただし、これらのうち石川石は灰サマルスキー石、イッテルビウムサマルスキー石と共に構造上のデータが不足しているとして暫定的メンバーに位置付けられ、ステータスがQuestionable（疑義あり）に変更されたため、今後さらなる検証が必要とされている。

## 性質・特徴
石川石はウランと鉄とニオブを含む酸化鉱物であるが、しばしば他の元素に置き換わって存在している。特に後述するとおり、ウランが希土類元素に置換される事が、先述のサマルスキー石との混乱の原因である。
石川石は見かけもサマルスキー石に似た、黒色不透明の鉱物であり、樹脂状光沢の鉱物である。条痕は黒褐色となる。稀に最大1cmの結晶のようなものが見られるが、実際の石川石は特定の結晶構造を持っておらず、非晶質である。鉱物はその定義に一定の結晶構造を持つものとされており、非晶質の鉱物はオパール (Opal) やネオトス石 (Neotocite) 、芋子石 (Imogolite) など、極少数に過ぎない例外である。ただし、非晶質なのは光学的に見た場合であり、実際にはX線解析では弱い回折を示す潜晶質である。またそのために劈開が存在せず、断口は貝殻状となる。モース硬度は5から6。加熱により結晶状態を復元するなどの研究から、本来は単斜晶系とされている。
組成にウランを含むため、1kgの石川石は約4300万Bqの放射能を持つ。また、同じくウランを含むために、比重は6.2から6.4とかなり重い鉱物である。

## 産出地
以下に主な産出地を記載するものの、石川石の判定が難しいため、サマルスキー石の誤認である可能性もある。
- 福島県石川郡（原産地）
- 中華人民共和国新疆ウイグル自治区 Koktokay Pegmatite field
- チェコモラヴィア Drahonín uranium mine
- エジプト紅海県 Abu Rusheid
- フランスミディ＝ピレネー地域圏 Espéchère
- ポーランドドルヌィ・シロンスク県 DSS Piława Górna Quarry
- ロシアウラル連邦管区Ilmen Natural Reserve Pit No. 298
- アメリカ合衆国メーン州 Yedlin Locality

## 詳細な組成
| 元素  | 割合 (w%)     | 割合 (w%)                     |
| 元素  | 福島県 石川郡 | アメリカ合衆国 Honeycomb Hill |
| ----- | ------------- | ----------------------------- |
| Nb2O5 | 36.80         | 39.5                          |
| Ta2O5 | 15.00         | 05.13                         |
| SiO2  | 00.30         |                               |
| TiO2  | 00.21         | 00.59                         |
| SnO2  | 01.20         | 01.52                         |
| ThO2  |               | 06.39                         |
| UO2   | 21.88         | 23.6                          |
| Al2O3 | 00.87         |                               |
| Y2O3  | 08.40         | 01.05                         |
| La2O3 | 08.40         | 00.03                         |
| Ce2O3 | 08.40         | 00.41                         |
| Nd2O3 | 08.40         | 00.73                         |
| Sm2O3 | 08.40         | 00.33                         |
| Gd2O3 | 08.40         | 00.50                         |
| Tb2O3 | 08.40         | 00.21                         |
| Dy2O3 | 08.40         | 01.37                         |
| Er2O3 | 08.40         | 01.27                         |
| Yb2O3 | 08.40         | 02.87                         |
| Lu2O3 | 08.40         | 00.40                         |
| FeO   | 11.78         | 09.47                         |
| MnO   | 00.40         | 02.10                         |
| MgO   | 01.07         |                               |
| CaO   | 00.86         | 00.11                         |
| H2O+  | 00.89         |                               |
| 合計  | 99.66         | 97.6                          |